# Gonzalo Mardones Restat
Gonzalo Mardones Restat (Santiago, 9 de abril de 1928-Curacaví, 30 de noviembre de 1974) fue un arquitecto y académico chileno.
Dentro de su legado arquitectónico, destaca la construcción de obras como la Villa Olímpica de Santiago, la Facultad de Agronomía de la Universidad de Chile, la Remodelación San Borja y el diseño de la Avenida Nueva Providencia.

## Primeros años de vida
Fue el menor de los 16 hijos que tuvo Berta Restat con el ingeniero Francisco Mardones Otaíza, quien ejerció como decano, rector interino de la Universidad de Chile y ministro en varias ocasiones.
Estudió en el Liceo Alemán de Santiago y luego Arquitectura en la Universidad de Chile, donde posteriormente fue académico. A los 23 años se casó con Graciela Viviani, con quien tuvo seis hijos, entre ellos Gonzalo Mardones Viviani y Amparo Mardones Viviani. Posteriormente, se casó con María Inés Orrego con quien tuvo una hija en 1974.
En su juventud, tuvo una prometedora carrera deportiva, especialmente en el tenis, pero que debió abandonar tras una lesión. Posteriormente, se dedicó al golf y al bridge; en este último, alcanzó 2 Copas de Oro.

## Trayectoria
Junto a su hermano Julio, una de sus primeras obras fue la Villa Olímpica. También participó en el diseño del plan regulador de la ciudad de Concepción y la Remodelación San Borja, un hito emblemático en el centro de Santiago. Fue uno de los primeros arquitectos que promovieron el cuidado del medio ambiente, el desarrollo sustentable y la protección del patrimonio, liderando por ejemplo la protección de la Casa Colorada cuando fue propuesta su demolición.
En 1970, participó como asesor del candidato presidencial Jorge Alessandri en temas de vivienda y urbanismo. Fue vicepresidente del Colegio de Arquitectos de Chile, cuya Sede Nacional lleva su nombre.
El 30 de noviembre de 1974 sufrió un accidente vehicular mientras se dirigía de Santiago a Valparaíso. A la altura de Curacaví, su automóvil fue impactado por un bus que provocó la muerte de él y dos de los tres hijos que lo acompañaban. En su honor, la municipalidad de Providencia nombró una calle como Arquitecto Gonzalo Mardones Restat.